# Hey You (Pony Pony Run Run)
Hey You is een nummer van de Franse band Pony Pony Run Run uit 2009. Het is de eerste single van hun debuutalbum You Need Pony Pony Run Run.
Het nummer werd in Frankrijk en Wallonië een hit. In Frankrijk haalde het de 19e positie. Buiten Frankrijk en Wallonië haalde het nummer geen hitlijsten.